# Корпус Зелёных Фонарей
Корпус Зелёных Фонарей (англ. The Green Lantern Corps) — название организации межгалактических сил во вселенной DC Comics. Их задача — патрулировать и защищать самые дальние уголки вселенной DC Universe. Находятся под контролем Стражей Вселенной; бессмертны, базируются на планете Оа. Согласно хронологии комиксов, Корпус существует на протяжении трех миллиардов лет, за время которых претерпел как внутренние, так и внешние конфликты. В настоящее время состоит из более чем 7200 членов, которые обычно называются Зелёными Фонарями и распределены по 3600 секторам. Каждый член Корпуса обладает кольцом силы, которое дает почти безграничные возможности, ограниченные только воображением владельца.

## История корпуса

### Стражи
Стражи Вселенной — одна из нескольких рас, возникших на планете Мальтус, одна из первых групп разумных существ во Вселенной. Внешне они выглядели как серовато-синие, невысокие существа с черными волосами. Они были учеными, мыслителями, изучали Вселенную и экспериментировали. В один из таких экспериментов, миллиарды лет назад, мальтусианец по имени Крон, смог наблюдать процесс, схожий с тем, что происходил во время зарождения Вселенной. Этот эксперимент вышел из-под контроля, в результате расколов Вселенную и создал другую, противоположную нашей — Вселенную Антиматерии (планету Квард). Виня себя в произошедшем, мальтусиане отправились на планету Оа, в центр Вселенной и стали стражами Вселенной, создав Корпус Зеленых Фонарей. Гораздо позднее они раскололись на две группы — собственно Стражей Вселенной, которые намеревались сдержать зло, и на Контроллеров, которые хотели зло уничтожить, и Контроллеры покинули планету Оа. Женская же часть мальтусианцев отделилась от мужской и стала расой женщин-воинов, известной как Замаронки.

### Охотники за головами и беспорядки в секторе 666
В своей первой попытке обеспечить защиту Вселенной от угроз и обеспечить порядок, Стражи Вселенной создали легион роботов, исполняющих функции межгалактической полиции и назвали их Охотники за головами. В течение миллиардов лет они выполняли свою работу, пока не восстали против Стражей, обвинив их в ограничении их прав и рабстве. Восстание обернулось в тысячелетнюю войну, кульминацией которой стала атака на планету Оа, но Стражи сумели одолеть их, лишили власти и отправили на окраины Вселенной, где оставшиеся в живых роботы решили по-своему строить новый порядок во Вселенной и часто мешали и срывали планы Стражей Вселенной.
В серии Green Lantern: Secret Origins выясняется, что в схеме работы Охотников за головами произошел логический сбой, в результате которого они решили, что порядок во Вселенной может быть достигнут только путём полного уничтожения жизни. Они устроили резню в секторе 666, уничтожив миллионы живых существ, выжили только пять из них и примкнули к Охотникам, образовав группу, которую они назвали «Пятая Инверия» («Пятеро выживших», «Пятеро обращенных»). Целью их было отомстить Стражам. Позже этих пятерых отправили в заключение на планету-тюрьму Исмолт, а один из них, Атроцитус, стал лидером Корпуса Красных Фонарей.
Спустя несколько лет после того, как Охотники за головами были повержены после устроенного культа самих себя по всей Вселенной, во время которого они внедряясь на планеты и заменяя их жителей роботами, их отыскал Хэнк Хеншоу — Киборг-Супермен. Он отправился на планету Биот, в сектор 3601 — зону, не покрываемую контролем Корпуса Зелёных Фонарей — и стал их лидером. Он использовал технологии криптонцев, чтобы модернизировать роботов. И Позже они вступили в Корпус Синестро вслед за Хэнком Хеншоу.

### Создание корпуса
После провала Охотников за головами как межгалактических полицейских, Стражи Вселенной решили создать новый корпус из живых существ со свободной волей и сильными моральными качествами. Для нового легиона защитников Вселенной, Стражи создали кольца, используя передовые технологии, которые позволяли их владельцу управлять зелёной энергией и создавать любые конструкции, которые смогут сформировать в своем воображении.

### Корпус Синестро
Зелёный Фонарь Синестро, мошенник, который вступил в сговор с антагонистом Паралаксом, создал свою собственную версию Корпуса и назвал её Корпус Синестро, в который вербовал существ, способных вызывать ужас и страх. Один из членов, призванных в Корпус Синестро, Амон Сур, сын Абин Сура, держал обиду на Хэла Джордана за то, что его отец выбрал Хэла для того чтобы отдать кольцо, а не его. Вооружившись жёлтым кольцом силы и фонарем, Корпус Синестро напал на планету Оа, убив десятки Зелёных Фонарей, похитив Кайла Райнера и освободив злодеев Параллакса, Супербой-прайма и Киборга из-под контроля Корпуса.
В связи с серьёзными потерями, Стражи Вселенной переписали первый из десяти законов в Книге законов Оа, разрешая Зелёным Фонарям использовать оружие против Корпуса Синестро. Позже этот закон был расширен и включал в себя всех врагов Зелёных Фонарей, запрещая, однако, убивать безоружных врагов, что впоследствии сохранило жизнь Амон Суру.

### Темнейшая ночь
Повествование сюжетной линии «Темнейшая ночь» (англ. The Blackest Night) строится на пророчестве из Книги Оа, в котором сказано, что семь разноцветных корпусов будут находиться в состоянии войны друг с другом, что впоследствии уничтожит Вселенную.
Вслед за Корпусом Синестро, из Стражей были изгнаны Гансет и Сайд. Понимая, что пророчество сбудется, они создают голубое кольцо, которое питается от надежды. Остальные Стражи создают Альфа-Фонарей и переписывают законы в надежде не дать пророчеству сбыться. Но во время предсказанной войны предатели среди Стражей заключили оставшихся в тюрьму, многие были убиты и Корпус стал включать в себя только Гая Гарднера, Кайла Райнера и Салаака.

### Светлейший день
В конце темнейшей ночи 12 героев и злодеев были воскрешены с неизвестной целью. События светлейшего дня раскрывают подвиги этих героев и злодеев, когда они пытаются узнать причину своего воскрешения. Известно, что воскресшие должны были выполнить индивидуальное задание, данное им сущностью Белого фонаря. Если задания будут выполнены, их жизнь станет полностью возвращена. В Нью-Мексико, Синестро обнаруживает белую батарею, которую никому не удается сдвинуть. Дэдмен оказывается первым Белым фонарем, поднимающим белую батарею и поглощающим сущность жизни, чтобы найти нового преемника, который будет нести белый свет жизни и займет его место. Им оказывается Алек Холланд, новая Болотная тварь, которая побеждает темного Аватара, спасающего Землю. Хэл Джордан, как и представители других Корпусов Фонарей, пытается предотвратить захват всех эмоциональных сущностей, что в конечном итоге приводит к войне с Корпусом Зеленых Фонарей. Кайл Райнер, Джон Стюарт и Гантет сталкиваются с восстанием Альфа-фонарей, а затем сражаются с оружейником Кварда, владеющим щитом, сделанным из белого кольца фонаря. Гай Гарднер исследует неизвестные сектора и продолжает тайный договор с Гантетом и Атроцитусом. Когда Гай покидает Оа, Киловог и Арисия присоединяются к нему, чтобы помочь привести в действие план спасения вселенной против нового, скрытого врага, который тем временем вытаскивает Содам Ят из Солнца Дасама, принимая сущность Корпуса Зелёных Фонарей Иона.

### Rebirth
Хэл Джордан, украв перчатку Кроны, решает отказаться от её дальнейшего использования, поскольку замечает, что начинает сливаться воедино с зеленой энергией, но перед этим выковывает себе новое кольцо Зелёного Фонаря, используя свою собственную силу воли, а затем, пообещав себе исправить все свои ошибки, отправляется в мир войны, чтобы раз и навсегда покончить с Синестро и его корпусом, но сперва-наперво Хэл временно возвращается на Землю, дабы поручить Саймону Базу и Джессике Круз задачу защиты Земли на время его отсутствия. Он объясняет им их предназначение, берет их энергетические батареи и сплавляет воедино, чтобы помочь напарникам понять, что они — единое целое и должны работать сообща. Корпус Зелёных Фонарей возвращается в глубокую вселенную, где Гай Гарднер отправляется разведать их местоположение и изменения за время отсутствия Корпуса. Борьба за возвращение в свою собственную вселенную стоила Фонарям более 90 % их энергии. В настоящее время Корпус имеет 412 активных фонарей. Корпус Синестро переместил мир войны в прежнее местоположение Oa, в центр Вселенной, где умирающему Синестро Параллакс возвратил молодость. После этого он создает двигатель страха, позволяющий перезарядить кольца его Корпуса, и поддерживаемый таинственными священниками. Хэл вступает в неравную схватку с Жёлтыми Фонарями
и получает ранение, но он был исцелен Сораник, дочерью Синестро. Сораник находит Жёлтых Фонарей, преданных ей, и спасает пленников двигателя страха, включая Гая Гарднера, которого пытал Синестро. В это время Хэл сражается один на один с Синестро, в ходе чего создает мощнейший взрыв, убивая себя, Синестро, Лиссу Драк и весь мир войны вместе с двигателем страха. Через некоторое время Хэл встречается с Абин Суром в Изумрудном пространстве, куда после смерти попадают наиболее преданные корпусу Зеленые Фонари. Его пребывание там резко оборвалось вмешательством Белого Фонаря Кайла Райнера, которому удалось вернуть Хэла к жизни через его кольцо благодаря белому свету. Тем временем, на Земле Саймон Баз и Джессика Круз сражаются с Корпусом Красных Фонарей, которые воздвигают Башню Ада, заражая людей яростью. Во время этого Саймон обнаруживает новую возможность зеленого кольца, заключающуюся в исцелении от ярости и успешно использует её на Близ, однако через пару минут она возвращается в прежнее, оцепеневшее состояние. Благодаря совместным действиям Саймона База и Джессики Круз, операция Красных Фонарей была остановлена. Тем не менее, Декс-Старр, подручный кот Атроцитуса, успевает бросить в ядро планеты зародыш будущей сущности Красных Фонарей.

### Союз с Корпусом Синестро
Вскоре после побега с мира войны, остатки Корпуса Зеленых Фонарей заключают перемирие с Жёлтыми Фонарями, верными Сораник Нату. Командный центр Зеленых Фонарей на Мого получает сигнал бедствия с планеты Ксудар, родины Томар-Ре и его сына Томар-Ту, атакованной Старро. Фонари попадают в ловушку, устроенную Ларфлизом, и становятся его пленниками. Не без конфликта, их союз позволяет совместными силами освободить Ксудар и пустить Ларфлиза в бегство.

### 31-й век
В будущем, в мини-серии «Легион трёх миров» (англ. Legion of 3 Worlds), показывается, что планета Мого уже давно мертва, а без неё нет никакой возможности существования колец силы и, таким образом, и Корпуса Зеленых Фонарей. Ронд Видар был последним Зелёным Фонарем, пока не был убит злодеем Супербой-праймом. Содам Ят был последним оставшимся Стражем Вселенной и жил на разрушенной планете Оа. После пособничества Легиона в борьбе с Праймом и его силами, Ят понимает, что ещё может возродить Корпус и посылает кольца по вселенной, чтобы снова набрать Зелёных Фонарей.

## Структура

### 3600 секторов
В составе корпуса более 7200 членов, которые разделены на 3600 секторов, Земля, дом Хэла Джордана и Джона Стюарта, Кайла Райнера и Гая Гарднера, находится в секторе 2814 и из-за густонаселенности сектора имеет несколько Зелёных Фонарей. В том же секторе находится Унгара — родная планета Абин Сура. Можно сделать вывод, что сектор 2814 охватывает Солнечную систему и немного за её пределами. Хотя все основные Фонари сектора 2814 называют Землю домом, проживают они на планете Оа, тренируя там новобранцев Корпуса и занимаясь делами, которые сложны для среднестатистического Зелёного Фонаря. Общее число членов Корпуса включает в себя так же так называемый резерв, которые иногда привлекаются для службы на короткий срок. Список резервных фонарей точно не известен, известно, что Джон Стюарт не был призван во время войны с Некроном, несмотря на её масштабность, в отличие от Гая Гарднера, который был медицински не пригоден на тот момент.
Принципы охраны вверенного сектора подчиняются общей юрисдикции и правилам Корпуса, которые должны соблюдать все Зелёные Фонари, но в случае злоупотребления полномочиями Стражи рассматривают все спорные вопросы на этот счет. Фонари могут быть заменены в случае старости или потери здоровья. В случае смерти одного из Фонарей, его кольцо само находит себе владельца. Разумная планета по имени Мого помогает в этом процессе, помогая новобранцам и кольцам, которые остались без владельца. По этой причине Синестро пытался уничтожить Мого, чтобы заполучить кольца. В редких случаях подобрать владельца кольцу могли Стражи Вселенной.
Каждый новобранец получает кольцо и фонарь для зарядки кольца, с батареей в центре, от которой оно заряжается, и костюм. Внешний вид костюма изначально был един для всех, вне зависимости от рас: зелёный торс и плечи, черные руки и трико, белые перчатки, зелёные ботинки, зелёные маски, закрывающие часть лица, и стилизованный знак Зелёного Фонаря в белом круге на груди. В случае, если надеть форму невозможно, предоставляется альтернатива. К примеру, планета-Фонарь Мого покрыта зелёной листвой. Джек Т. Ченс, гуманоид, отказался надевать форму и носил только знак на лацкане пиджака. Находясь на родных планетах или вне службы Зелёным Фонарям разрешалось не носить костюм. Обучение новобранцев на планете Оа носит не обязательный, факультативный характер, кроме того, старшие Фонари могут быть назначены тренерами и вербовать новобранцев в своих секторах.
| −1   | Аниматериальная Вселенная, планета Квард |
| 0    | планета Oa, штаб квартира Корпуса Зелёных Фонарей, в настоящее время под надзорном Гансета, который отказался от права быть Стражем и стал членом Корпуса |
| 2    | Ханну |
| 3    | Арос |
| 6    | Тар |
| 17   | Лэвокс и Джек Ти Ченс (погиб) |
| 24   | Брион |
| 26   | Норчевивус |
| 28   | Умиту |
| 35   | Мату При (в отставке) и Ами При (в отставке) |
| 38   | Кракен и Рейке Куорригат |
| 40   | Шорм |
| 47   | Лисандра и Спол |
| 53   | Уук |
| 54   | Джонакин |
| 55   | Джерилл (погиб) |
| 56   | Томи-Фай |
| 68   | Г-норт (пропал без вести, возможно погиб) |
| 69   | Варикс |
| 73   | Сентрина и Тшос-Тшас Тшатис (погиб) |
| 83   | Брун |
| 103  | Малет Дасим |
| 112  | Лэйра (исключена, после погибла) |
| 119  | Римаз (погиб) и Лэзли Пон |
| 151  | Хр’лл и Ксайлф |
| 173  | Релок Хаг |
| 181  | Кей-Ти 21 (погиб) |
| 188  | Дрктз РРР |
| 257  | Маркот Пять |
| 279  | РР-У 92 |
| 281  | Айла |
| 312  | Эш-Пак-Глиф |
| 315  | Волк |
| 345  | Олапет |
| 422  | Прокэннон Ка и Хо Харти |
| 424  | Вод-М и Граф Торен |
| 488  | Аркс (погиб) |
| 501  | Чарквеп |
| 567  | Рис-Ван |
| 571  | Воз |
| 586  | Медфил |
| 650  | Эш (погиб) |
| 666  | Морро |
| 674  | Киловог |
| 700  | Р’эми Холл и Вон Дэггл |
| 773  | Саарек (погиб) |
| 786  | Ke’Хаан (погиб) и Трутт |
| 863  | Криста Икс |
| 885  | Хорок Ннот |
| 904  | Брик и Эа |
| 911  | Рот Лоп Фан |
| 918  | Тебин |
| 981  | Брокк |
| 996  | Таа |
| 1014 | Ч’п (погиб) и Б’дж |
| 1055 | Адам |
| 1110 | Оконоко и Сэр Дитер |
| 1111 | Нхой Сапаал (погиб) и Ариам Сапал (погибла) |
| 1132 | Ремнант Нот (погиб) |
| 1198 | Грамб |
| 1234 | Рори Строх |
| 1253 | Шериф Мердин |
| 1287 | Коллектив |
| 1313 | Ривер Ксенши (погиб) |
| 1324 | Ти-Чер |
| 1337 | Джейкей‘ди |
| 1355 | Пенелопа |
| 1414 | Будикка и Зейл |
| 1416 | ДИамэлон (погиб) и Часелон |
| 1417 | (планета Коругар) Синестро (исключён), Катма Туи (погиб), Таркус Вин (погиб), Муррт (погиб), Сораник Нату (дочь Синестро) и принцесса Йоланда |
| 1418 | Салаак |
| 1419 | Эддор (погиб) |
| 1582 | Лин Канар |
| 1721 | Кайларк |
| 1760 | Содам Ят |
| 1776 | Медлакс |
| 1915 | Виссен |
| 2002 | Креон (погиб) |
| 2106 | Кридел-4 |
| 2111 | Олливерсити |
| 2234 | Эль’куа Скуа Зринах и Перду |
| 2260 | Опту 309-пи |
| 2261 | Мого, и Бззд (погиб) |
| 2277 | Занет (погиб) |
| 2471 | Талмадж |
| 2515 | Саймон Терренс |
| 2682 | Ват Сарн и Исамолт Кол |
| 2684 | Куонд (погиб) и Танаката Зет (погибла) |
| 2689 | Скрайрл |
| 2751 | Эм’дана |
| 2812 | Таргот и Венизз |
| 2813 | (планета Криптон) Заран Пел (погиб), Томар-Ре (погиб), Томар-Ру (сын Томар-Ре) и Дэйлор |
| 2814 | (Солнечная Система и её окрестности; планета Унгара) Лам (погиб), Вейверли Сайр (погиб), Стакаср (погиб), Абин Сур (погиб), Даниэль Янг (погиб), Дженнифер-Линн «Джейд» Хейден, Видар (30-й век), Ронд Видар (30-31 века), Алан Скотт, Хэл Джордан, Гай Гарднер, Джон Стюарт и Кайл Райнер |
| 2815 | Арисия Раб |
| 2828 | (планета Вега) Гретти (погиб) и Грин Мэн |
| 2937 | Харвид и Джи’ху |
| 3009 | Стел |
| 3014 | Бэррьерр Вот и Лок Нибура |
| 3100 | Амантия |
| 3181 | Скайрд |
| 3192 | Лэн Дибакс |
| 3212 | Вандор |
| 3319 | Чарли Викер |
| 3333 | Пенн Мэрик |
| 3399 | Шиландра Тейн |
| 3411 | Дроксел |
| 3443 | Гритт |
| 3453 | Лэшорр |
| 3515 | Джи-пэк |
| 3521 | Гармин Вид и Торкъемада |
| 3587 | Палакуа |
| 3588 | Симфет Тау |
| 3590 | Зевон Парззкс |
| 3599 | Життии |
| 3601 | Место обитания Охотников за головами. Не охраняется Корпусом. |

### Планета Оа
Штаб Корпуса Зелёных Фонарей находится на планете Оа, в центре Вселенной. Оа была уничтожена, когда Хэл Джордан стал Параллаксом, но позже была реконструирована другом Джордана Томасом Калмаку. На планете находится большой зал для собраний Стражей Вселенной, учебные корпуса для новобранцев, тюрьмы для преступников и гробницы умерших Фонарей. Главной частью планеты является Центральная Батарея Силы, главное хранилище «зелёной энергии», которая питает кольца. Так же, Батарея использовалась как тюрьма для особо опасных преступников, таких как Синестро или Параллакс. Стражи создали защитные щиты, ограждающие планету, но они были разрушены в подводящих сериях к сюжетной линии «Темнейшая ночь».

### Альфа Фонари
После войны с Корпусом Синестро Стражи создали новое подразделение, именуемое Альфа Фонари. Их сила воли была совмещена с их кольцами силы и фонарями для зарядки, в отличие от Зелёных Фонарей, которые сами контролировали кольцо и не были с ним одним целым. Будикка, Варикс, Кракен, Грин Мэн согласились стать Альфа Фонарями. Джону Стюарту тоже было предложено вступить, но он отклонил предложение. Концепция Альфа Фонарей была придумана писателем Грантом Моррисоном.
События сюжетной линии «Черная ночь» показали, что большинство Альфа Фонарей были завербованы против их воли. Стало известно, что Корпус Альфа Фонарей были разрушен Супербой-праймом, чтобы заманить последнего оставшегося Стража Вселенной Гансета.
Хотя Альфа Фонари были дочерним подразделением Зелёных Фонарей, они давали свою присягу, отличавшуюся от общей:

«И в мирный день, и в ночь войны
Законы чтить вовек должны
Тех, беззаконнье кто творит
Настигнут Альфа Фонари»
Оригинальный текст (англ.)
«In days of peace, in nights of war
Obey the Laws forever more
Misconduct must be answered for,
Swear us the chosen: The Alpha Corps!»

## Присяга
Члены Корпуса вооружены зелёным Кольцом Силы, его необходимо регулярно заряжать от фонаря, в центре которого находится Батарея Силы зелёной энергии. Первоначально, это требовалось делать каждые 24 часа, но всё чаще и чаще это правило нарушается. Для того, чтобы зарядить кольцо, нужно коснуться им центра фонаря на несколько секунд и произнести присягу (клятву). У каждого Корпуса присяга отличается, существуют так же Зелёные Фонари со своей собственной присягой (к примеру, Медфил, Содам Ят, Рот Лоп Фан), но самой известной стала клятва Хэла Джордана:

«Во тьме ночной, при свете дня
Злу не укрыться от меня.
Те, злые мысли в ком царят
Страшитесь света Фонаря!»
Оригинальный текст (англ.)
«In brightest day, in blackest night,
No evil shall escape my sight
Let those who worship evil's might,
Beware my power… Green Lantern's light!»
— Хэл Джордан
В будущем, многие Зелёные Фонари имели свои собственные клятвы. Например, в Swamp Thing # 61 Медфил, Зелёный Фонарь планеты J586, где доминирующей формой жизни являются живые растения, произносит свою собственную клятву:

«Во тьме лесной иль на поляне папоротниковой
Травинка ни одна не будет, где ей место
И пусть все те, кто свет дневной отвергли
Ступают, но не там, где свет зелёной лампы пал.»
Оригинальный текст (англ.)
«In forest dark or glade beferned
No blade of grass shall go unturned
Let those who have the daylight spurned
Tread not where this green lamp has burned.»

Другой известной и весьма своеобразной клятвой является клятва Зелёного Фонаря Джека Ти Ченса:

«Вы, те кто злы, свирепы и убоги,
Я самый отвратительный ублюдок, которого вы когда-либо видели!
Давай сюда, давайте все, развязывайте драку
Я разнесу ваши задницы светом Зелёного Фонаря!
Вау.»
Оригинальный текст (англ.)
"You who are wicked, evil and mean
I’m the nastiest creep you’ve ever seen!
Come one, come all, put up a fight
I’ll pound your butts with Green Lantern’s light!"
Yowza."

В «Легионе трёх миров» (англ. «Legion of 3 Worlds»), Содам Ят в 31-м веке, как один из последних Зеленых Фонарей, приносит новую присягу:

«В яркий день, сквозь темную ночь
Иные Корпуса не будут лить свой свет!
Пусть те, кто пытается остановить правду
Горят, как моя сила, как свет Зелёного Фонаря!»
Оригинальный текст (англ.)
«In brightest day, through Blackest Night,
No other Corps shall spread its light!
Let those who try to stop what’s right,
Burn like my power, Green Lantern’s Light!»

Когда Дак Доджерс становится Зелёным Фонарём в одноименном мультсериале, в первой части эпизода он забывает правильную клятву и сочиняет новую версию:

"В чёрный день или светлейшей ночью
Арбуз, дыня, бла-бла-бла,
Эмм… суеверный и довольно трусливый
Со свободой и справедливостью для всех!«
Оригинальный текст (англ.)
«In blackest day or brightest night
Watermelon, cantaloupe, yadda yadda
Erm… superstitious and cowardly lot
With liberty and justice for all!»

## Вне комиксов

### Кино
В октябрь 2014 года стало известно что киностудия Warner Bros запустила разработку фильм Корпус Зелёных Фонарей которые станут частью Расширенной вселенной DC.